# Anactinia indiana
Anactinia indiana is een Cerianthariasoort uit de familie van de Arachnactidae. De wetenschappelijke naam van de soort is voor het eerst geldig gepubliceerd in 1912 door Bamford.